# مایرگا
مایرگا (به لاتین: Mayorga, Leyte) یک سکونتگاه مسکونی در فیلیپین است که در لیته واقع شده‌است.

## خصوصیات
مایرگا ۴۲٫۱۷ کیلومترمربع مساحت و ۱۴٬۶۹۴ نفر جمعیت دارد.